# AIB-CUR
AIB-CUR è la principale lista di discussione dei bibliotecari italiani e una delle maggiori liste professionali italiane.

## Storia
La lista è stata promossa autonomamente nel 1992 dalla Commissione nazionale Università e Ricerca dell'Associazione italiana biblioteche (AIB); da ciò deriva la sigla AIB-CUR. Nel 2007 conta circa 5.000 iscritti con una media di 2.000 messaggi al mese.
Tra gli iscritti alla lista più volte è nata la proposta di cambiare nome alla lista di discussione dato che la presenza nel none della sigla AIB, la fa ritenere erroneamente legata alla Associazione italiana biblioteche. Di fatto tuttavia il suo owner Eugenio Gatto, ha ripetutamente affermato che "AIB-CUR è quel che i suoi iscritti vogliono che sia". 
Nel giugno 2013 Giulio Bonanome ha proposto alla lista un questionario relativo sia alle modalità di moderazione della lista sia alla presenza nel nome della sigla AIB nonostante la lista non sia da essa dipendente; Tra i rispondenti il 56 si è dichiarato interessato a cambiare il nome della lista, mentre il 43 per cento si è dichiarato contrario.
Ad oggi (2022) il nome della lista non è cambiato.

## Funzionamento
La lista di discussione è gestita con il LISTSERV messo a disposizione dal CINECA di Bologna e curata da una segreteria tecnica coordinata da Eugenio Gatto.
L'iscrizione è libera ed i messaggi sono moderati per garantirne una formattazione efficace e il blocco dello SPAM. 
Dal luglio 1997, per favorire la leggibilità dei messaggi, è stato suggerito di assegnare un prefisso standard a determinati messaggi: i più frequenti sono AGENDA, per i messaggi relativi ad iniziative di tipo professionale:
- AIB comunicati dell'Associazione italiana biblioteche
- RICERCA, per i messaggi relativi a ricerche bibliografiche
- LAVORO, per le offerte di lavoro
- OFFERTA, per la messa a disposizione di libri e riviste
- INTERBIB, per le richieste di prestito interbibliotecario
- DFP, segnalazioni relative alla documentazione prodotta dalle pubbliche amministrazioni[6]

Nel corso degli anni a fronte del crescere degli iscritti sono calati gli scambi d idee approfondite, mentre molti sono i messaggi relativi a eventi. Frequenti sono messaggi off topic relative a temi extra professionali che provocano inevitabilmente il silenzio di molti iscritti che non intendono entrare nelle polemiche

## Contenuti
Nel corso dei 23 anni di vita la lista di discussione ha coperto tre aree tematiche:
1. di tipo informativo: ha consentito di far circolare ampiamente notizie relative a convegni, seminari, congressi di tipo professionale;
2. di tipo formativo: rivolta studenti di biblioteconomia, a bibliotecari all'inizio della carriera o operanti in biblioteche isolate;
3. di discussione approfondita e collettiva di problematiche professionali (forse la meno ampia).